# Sottoclasse (informatica)

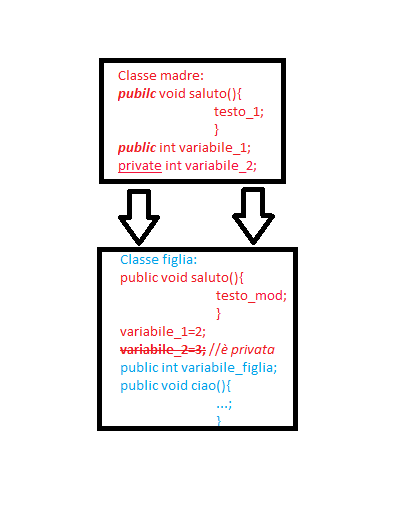
Ereditarietà

Nella programmazione orientata agli oggetti, una sottoclasse è una classe che eredita tutte le proprietà da una superclasse, che esse siano oggetti o metodi. Una denominazione alternativa a "sottoclasse" è "classe derivata".
Il termine specifico che indica questo processo mediante il quale le classi figlie o derivate ereditano le proprietà delle classi madri o superclassi è detto ereditarietà.
Si può pensare a una sottoclasse come a un particolare genere della sua superclasse, infatti essa può utilizzare o meno dei metodi e/o attributi, come anche ridefinirli attraverso l'overriding. Per fare due esempi: un Gatto manx (o Gatto dell'isola di Man) è un particolare genere di gatto, un quadrato è un particolare genere di rettangolo.
- Un gatto ha una pelliccia, quattro zampe e una coda
  - Un gatto manx non ha la coda, ma ha tutte le altre caratteristiche sopra elencate
- Un rettangolo ha quattro lati, due di lunghezza {\displaystyle w} e due di lunghezza {\displaystyle h}
  - Un quadrato ha le stesse caratteristiche di un rettangolo, e, in aggiunta si ha che {\displaystyle w} = {\displaystyle h}

Come illustrato da questi esempi, una sottoclasse è una versione più specifica della sua superclasse; vi sono caratteristiche comuni a tutti i gatti, ma, a queste, i gatti manx ne aggiungono una peculiare della loro razza (la mancanza della coda); mentre tutti i rettangoli hanno quattro lati, i quadrati hanno una caratteristica più restrittiva, cioè hanno tutti e quattro i lati della stessa lunghezza. 
Non bisogna confondere la relazione che intercorre fra classi e sottoclassi con quella che intercorre fra classi e istanze. Un'istanza della classe Gatto rappresenta un particolare gatto, cioè un oggetto, mentre la classe Gatto manx è ancora una classe, da cui possono essere istanziate tante istanze di particolari gatti manx. E se a un particolare gatto una volpe mangia la coda, questo fatto non lo fa passare nella classe Gatto manx: è semplicemente cambiato quel gatto (quell'istanza di gatto).
Non si deve neanche confondere la relazione che intercorre tra classi e sottoclassi con quella che intercorre fra tipi e sottotipi.